# Betty Barclay Cup 1999 - Qualificazioni doppio
Le qualificazioni del doppio  del Betty Barclay Cup 1999 sono state un torneo di tennis preliminare per accedere alla fase finale della manifestazione. I vincitori dell'ultimo turno sono entrati di diritto nel tabellone principale. In caso di ritiro di uno o più giocatori aventi diritto a questi sono subentrati i lucky loser, ossia i giocatori che hanno perso nell'ultimo turno ma che avevano una classifica più alta rispetto agli altri partecipanti che avevano comunque perso nel turno finale.

## Giocatrici

### Teste di serie
1. Patricia Wartusch /  Jasmin Wöhr (secondo turno)

1. Sandra Načuk /  Sylvia Plischke (qualificate)

### Qualificate
1. Sandra Načuk /  Sylvia Plischke

## Tabellone qualificazioni

### Legenda
| - Q = Qualificato - WC = Wild card - LL = Lucky loser | - ALT = Alternate - SE = Special Exempt - PR = Protected Ranking | - w/o = Walkover - r = Ritirato - d = Squalificato |

|  | Primo turno | Primo turno                       | Primo turno                       |                              |                                | Secondo turno | Secondo turno | Secondo turno |  |  | Ultimo turno | Ultimo turno                      | Ultimo turno |
|  |             |                                   |                                   |                              |                                |               |               |               |  |  |              |                                   |              |
|  | 1           | Patricia Wartusch Jasmin Wöhr     |                                   |                              |                                |               |               |               |  |  |              |                                   |              |
|  |             | Bye                               |                                   |                              |                                |               |               |               |  |  |              |                                   |              |
|  |             | 1                                 | Patricia Wartusch Jasmin Wöhr     | 7                            |                                |               |               |               |  |  |              |                                   |              |
|  |             |                                   |                                   | 7                            |                                |               |               |               |  |  |              |                                   |              |
|  |             |                                   | Angelika Bachmann Lydia Steinbach | 9                            |                                |               |               |               |  |  |              |                                   |              |
|  |             | Angelika Bachmann Lydia Steinbach | Angelika Bachmann Lydia Steinbach | 9                            |                                |               |               |               |  |  |              |                                   |              |
|  |             |                                   |                                   |                              |                                |               |               |               |  |  |              |                                   |              |
|  |             | Bye                               |                                   |                              |                                |               |               |               |  |  |              |                                   |              |
|  |             |                                   |                                   |                              |                                |               |               |               |  |  |              | Angelika Bachmann Lydia Steinbach | 5            |
|  |             |                                   | 2                                 | Sandra Načuk Sylvia Plischke | 8                              |               |               |               |  |  |              |                                   |              |
|  |             | Anca Barna Marion Maruska         |                                   |                              |                                |               |               |               |  |  |              |                                   |              |
|  |             | Ljubomira Bačeva Vanessa Henke    | w/o                               |                              |                                |               |               |               |  |  |              |                                   |              |
|  |             | Ljubomira Bačeva Vanessa Henke    | w/o                               |                              | Ljubomira Bačeva Vanessa Henke | 3             |               |               |  |  |              |                                   |              |
|  |             |                                   |                                   |                              | Ljubomira Bačeva Vanessa Henke | 3             |               |               |  |  |              |                                   |              |
|  |             | 2                                 | Sandra Načuk Sylvia Plischke      | 8                            |                                |               |               |               |  |  |              |                                   |              |
|  |             | 2                                 | Sandra Načuk Sylvia Plischke      | 8                            | Bye                            |               |               |               |  |  |              |                                   |              |
|  |             |                                   |                                   |                              |                                |               |               |               |  |  |              |                                   |              |
|  | 2           | Sandra Načuk Sylvia Plischke      |                                   |                              |                                |               |               |               |  |  |              |                                   |              |